# Falsomesosella minor
Falsomesosella minor är en skalbaggsart som beskrevs av Maurice Pic 1925. Falsomesosella minor ingår i släktet Falsomesosella och familjen långhorningar. Inga underarter finns listade i Catalogue of Life.